# Villiers-Saint-Denis
Pour les articles homonymes, voir Villiers.
Villiers-Saint-Denis est une commune française située dans le département de l'Aisne, en région Hauts-de-France.

## Géographie

### Situation
La commune est située sur le versant nord de la vallée de la Marne à la limite du département de l'Aisne avec la Seine-et-Marne.
Le village est à 3,5 km au nord-ouest de Charly-sur-Marne.
| Bézu-le-Guéry      |                      | Domptin          |
|                    | Villiers-Saint-Denis |                  |
| Crouttes-sur-Marne |                      | Charly-sur-Marne |

### Lieux-dits et écarts
- Le clos Marin, Trènel.

### Hydrographie
La commune est située dans le bassin Seine-Normandie. Elle est drainée par le ru de Domptin, le ru de Maldret et le ru des Escouffieres,,.

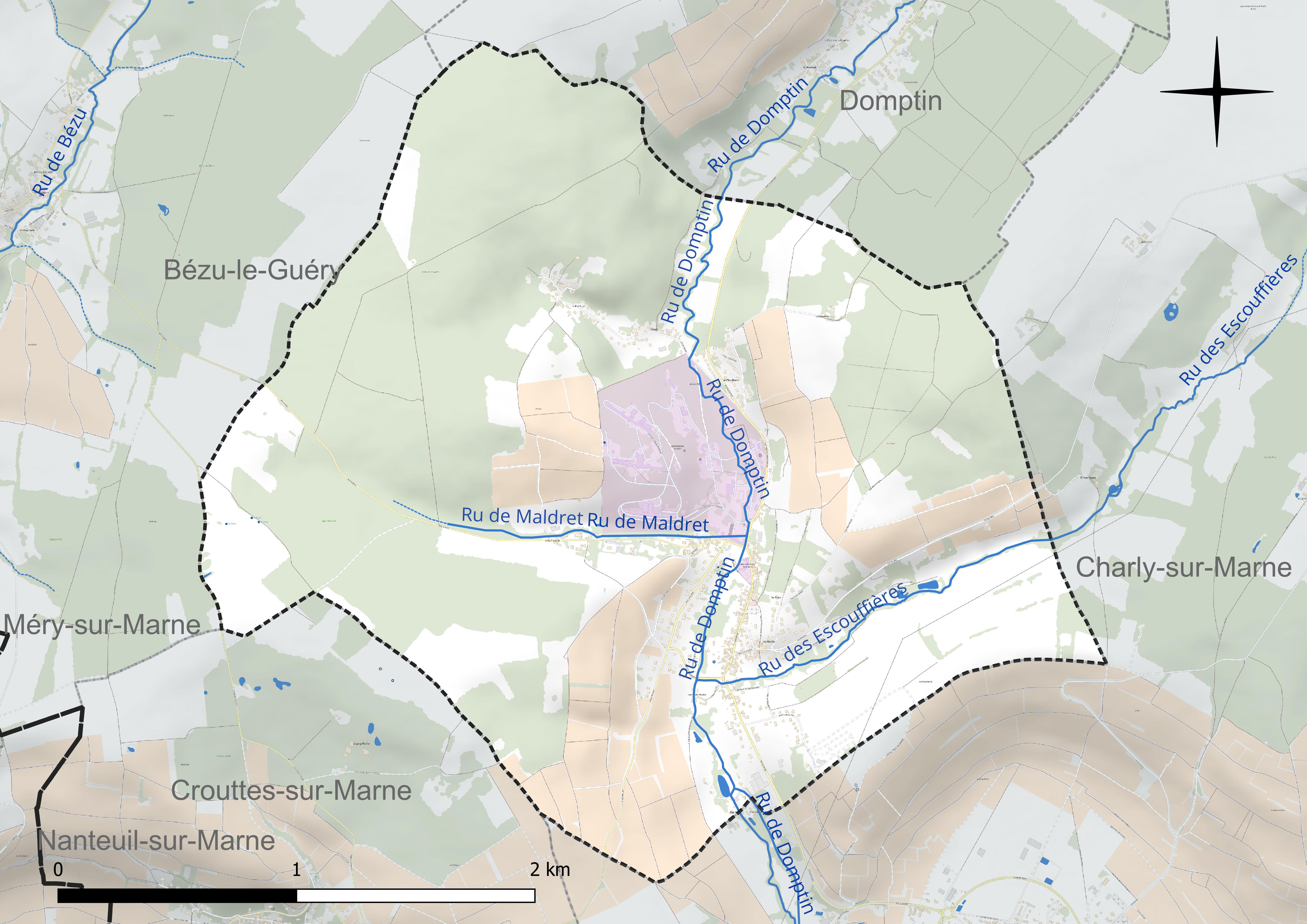
Réseau hydrographique de Villiers-Saint-Denis.

### Climat
Pour des articles plus généraux, voir Climat des Hauts-de-France et Climat de l'Aisne.
En 2010, le climat de la commune est de type climat océanique dégradé des plaines du Centre et du Nord, selon une étude du CNRS s'appuyant sur une série de données couvrant la période 1971-2000. En 2020, Météo-France publie une typologie des climats de la France métropolitaine dans laquelle la commune est exposée à un climat océanique altéré et est dans la région climatique Nord-est du bassin Parisien, caractérisée par un ensoleillement médiocre, une pluviométrie moyenne régulièrement répartie au cours de l'année et un hiver froid (3 °C).
Pour la période 1971-2000, la température annuelle moyenne est de 10,6 °C, avec une amplitude thermique annuelle de 15 °C. Le cumul annuel moyen de précipitations est de 741 mm, avec 11,9 jours de précipitations en janvier et 8,3 jours en juillet. Pour la période 1991-2020, la température moyenne annuelle observée sur la station météorologique la plus proche, située sur la commune de Saint-Cyr-sur-Morin à 11 km à vol d'oiseau, est de 11,2 °C et le cumul annuel moyen de précipitations est de 814,8 mm,. Pour l'avenir, les paramètres climatiques de la commune estimés pour 2050 selon différents scénarios d'émission de gaz à effet de serre sont consultables sur un site dédié publié par Météo-France en novembre 2022.

## Urbanisme

### Typologie
Au 1er janvier 2024, Villiers-Saint-Denis est catégorisée commune rurale à habitat dispersé, selon la nouvelle grille communale de densité à 7 niveaux définie par l'Insee en 2022.
Elle appartient à l'unité urbaine de Charly-sur-Marne, une agglomération intra-départementale dont elle est une commune de la banlieue,. Par ailleurs la commune fait partie de l'aire d'attraction de Paris, dont elle est une commune de la couronne,.

### Occupation des sols
L'occupation des sols de la commune, telle qu'elle ressort de la base de données européenne d'occupation biophysique des sols Corine Land Cover (CLC), est marquée par l'importance des forêts et milieux semi-naturels (43,2 % en 2018), une proportion sensiblement équivalente à celle de 1990 (43,7 %). La répartition détaillée en 2018 est la suivante : 
forêts (43,2 %), cultures permanentes (20,1 %), zones urbanisées (16,2 %), terres arables (14,4 %), zones agricoles hétérogènes (6 %).
L'évolution de l'occupation des sols de la commune et de ses infrastructures peut être observée sur les différentes représentations cartographiques du territoire : la carte de Cassini (XVIIIe siècle), la carte d'état-major (1820-1866) et les cartes ou photos aériennes de l'IGN pour la période actuelle (1950 à aujourd'hui).

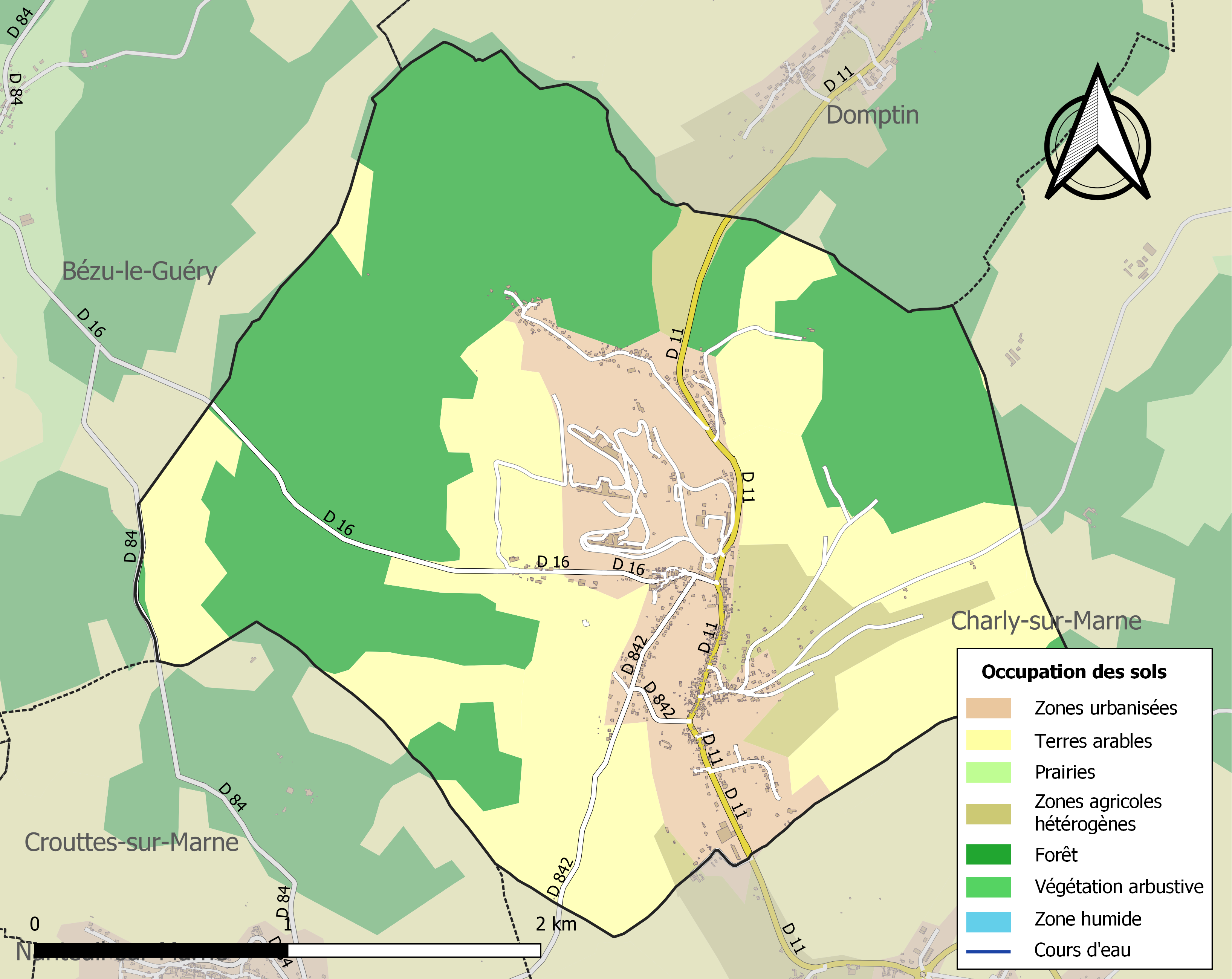
Carte de l'occupation des sols de la commune en 2018 (CLC).

## Toponymie
Le nom de la localité est attesté sous les formes Vilare-juxtà-Charliacum (1247) ; Villers-sur-Marne (1710).

Durant la Révolution, la commune, alors nommée Villiers-sur-Marne, porte le nom de Villiers-aux-Pierres.

En 1970, la commune change de nom au profit de Villiers-Saint-Denis pour la distinguer de la commune homonyme du département du Val-de-Marne.
Villiers est un toponyme dérivé du latin villare, du latin villaris, dérivé de villa (« ferme »).
Saint-Denis est un hagiotoponyme qui fait référence à Denis de Paris, l'église de la commune lui est dédiée

## Histoire
La première occupation humaine du site est probablement très ancienne, antérieure à la fondation du village : son nom, du latin Vilare ou petit village, se rapporte à la fin de l'occupation romaine, dans les premiers siècles du haut Moyen Âge, et semble indiquer l'existence d'un centre de population encore plus primitif, datant de l'époque gallo-romaine.

## Politique et administration

### Découpage territorial
La commune de Villiers-Saint-Denis est membre de la communauté de communes du Canton de Charly-sur-Marne, un établissement public de coopération intercommunale (EPCI) à fiscalité propre créé le 29 décembre 1995 dont le siège est à Charly-sur-Marne. Ce dernier est par ailleurs membre d'autres groupements intercommunaux.
Sur le plan administratif, elle est rattachée à l'arrondissement de Château-Thierry, au département de l'Aisne et à la région Hauts-de-France. Sur le plan électoral, elle dépend du  canton d'Essômes-sur-Marne pour l'élection des conseillers départementaux, depuis le redécoupage cantonal de 2014 entré en vigueur en 2015, et de la cinquième circonscription de l'Aisne  pour les élections législatives, depuis le dernier découpage électoral de 2010.

### Administration municipale

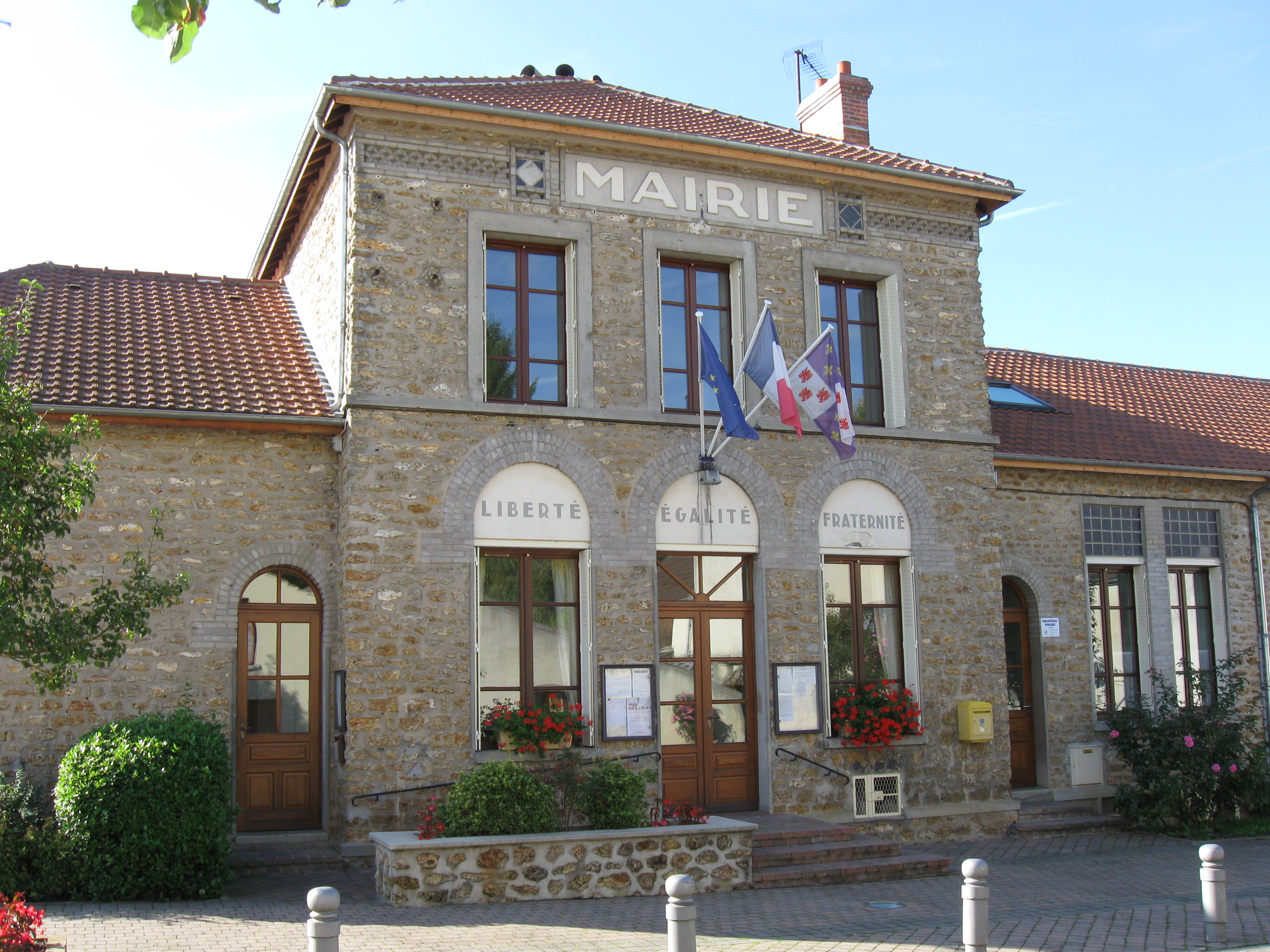
La mairie.

#### Liste des maires
| Période                                  | Période                       | Identité                                          | Étiquette | Qualité                                    |
| ---------------------------------------- | ----------------------------- | ------------------------------------------------- | --------- | ------------------------------------------ |
| Les données manquantes sont à compléter. |                               |                                                   |           |                                            |
| 1813                                     | 1851                          | Charles de Nieuwerkerke                           |           |                                            |
|                                          | 2e moitié du XIXe siècle      | Marquis de Gouy d'Arsy                            |           |                                            |
| après 1945                               |                               | Messieurs Gourdon père et fils, maires successifs |           |                                            |
| Les données manquantes sont à compléter. |                               |                                                   |           |                                            |
| (...)                                    | mars 1989                     | Ovide Ducamp                                      |           |                                            |
| mars 1989                                | mars 1995                     | Claude Bail                                       |           |                                            |
| mars 1995                                | mars 2001                     | Alain Hemery                                      | DVD       |                                            |
| mars 2001                                | mai 2020                      | Chantal Hochet                                    | DVG       | Retraitée Réélue pour le mandat 2014-2020, |
| mai 2020                                 | En cours (au 14 juillet 2020) | Jean Plateaux                                     |           |                                            |

## Population et société

### Démographie
L'évolution du nombre d'habitants est connue à travers les recensements de la population effectués dans la commune depuis 1793. Pour les communes de moins de 10 000 habitants, une enquête de recensement portant sur toute la population est réalisée tous les cinq ans, les populations de référence des années intermédiaires étant quant à elles estimées par interpolation ou extrapolation. Pour la commune, le premier recensement exhaustif entrant dans le cadre du nouveau dispositif a été réalisé en 2008.

En 2022, la commune comptait 1 074 habitants, en évolution de −0,83 % par rapport à 2016 (Aisne : −1,97 %, France hors Mayotte : +2,11 %).
| 1793 | 1800 | 1806 | 1821 | 1831 | 1836 | 1841 | 1846 | 1851 |
| ---- | ---- | ---- | ---- | ---- | ---- | ---- | ---- | ---- |
| 446  | 410  | 513  | 645  | 624  | 598  | 614  | 602  | 576  |

| 1856 | 1861 | 1866 | 1872 | 1876 | 1881 | 1886 | 1891 | 1896 |
| ---- | ---- | ---- | ---- | ---- | ---- | ---- | ---- | ---- |
| 537  | 542  | 533  | 512  | 465  | 464  | 445  | 426  | 402  |

| 1901 | 1906 | 1911 | 1921 | 1926 | 1931 | 1936  | 1946  | 1954  |
| ---- | ---- | ---- | ---- | ---- | ---- | ----- | ----- | ----- |
| 372  | 357  | 350  | 314  | 323  | 639  | 1 266 | 1 198 | 1 287 |

| 1962 | 1968 | 1975 | 1982 | 1990 | 1999 | 2006  | 2008  | 2013  |
| ---- | ---- | ---- | ---- | ---- | ---- | ----- | ----- | ----- |
| 583  | 670  | 668  | 768  | 798  | 842  | 1 017 | 1 055 | 1 039 |

| 2018  | 2022  | - | - | - | - | - | - | - |
| ----- | ----- | - | - | - | - | - | - | - |
| 1 170 | 1 074 | - | - | - | - | - | - | - |

## Économie
L'activité principale est la viticulture qui possède l'appellation « Champagne ».

## Santé
Située sur la commune, l'hôpital Villiers Saint Denis est un établissement de santé de 340 lits et places, spécialisé en soins médicaux et de réadaptation.

## Culture locale et patrimoine

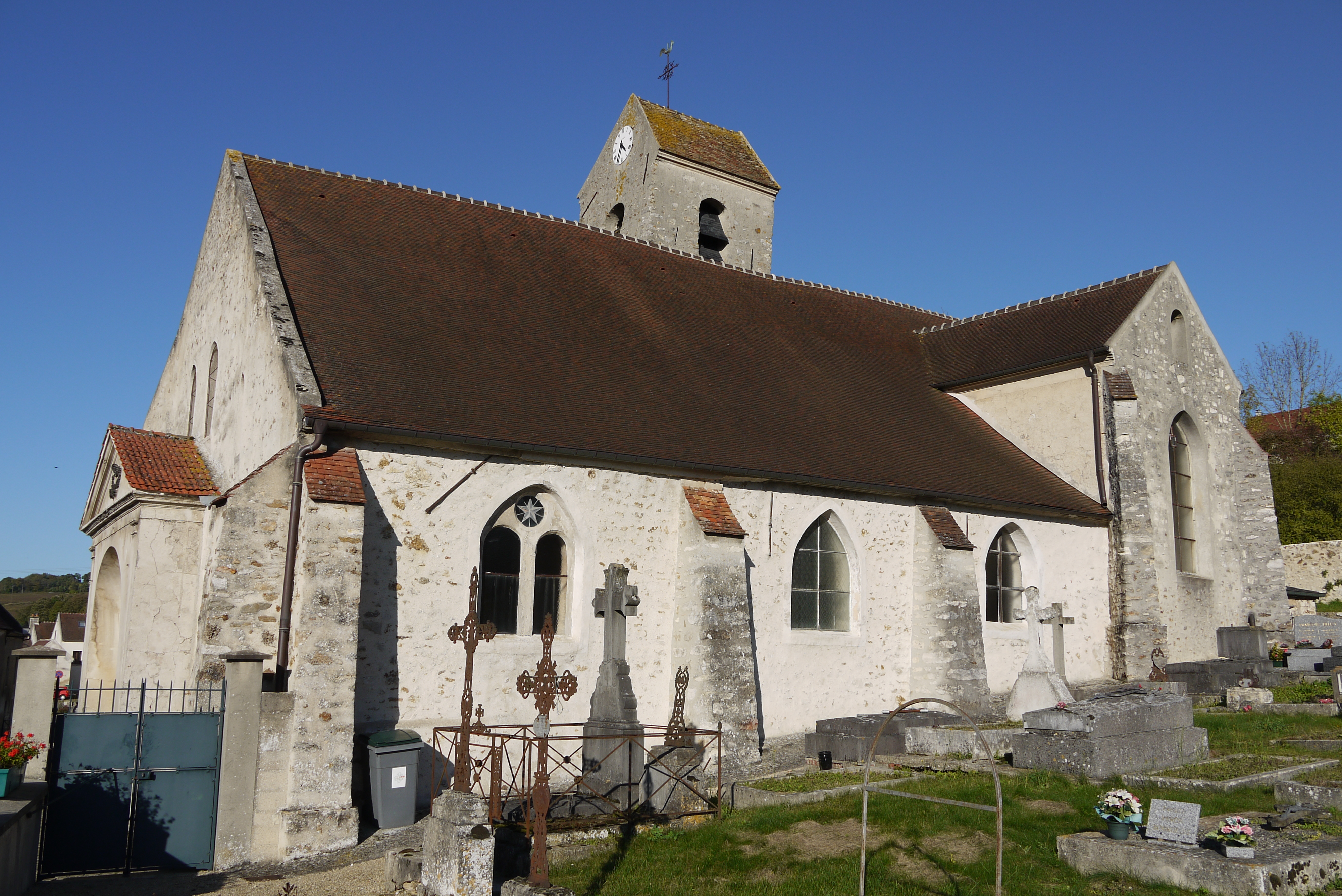
L'église Saint-Denis.

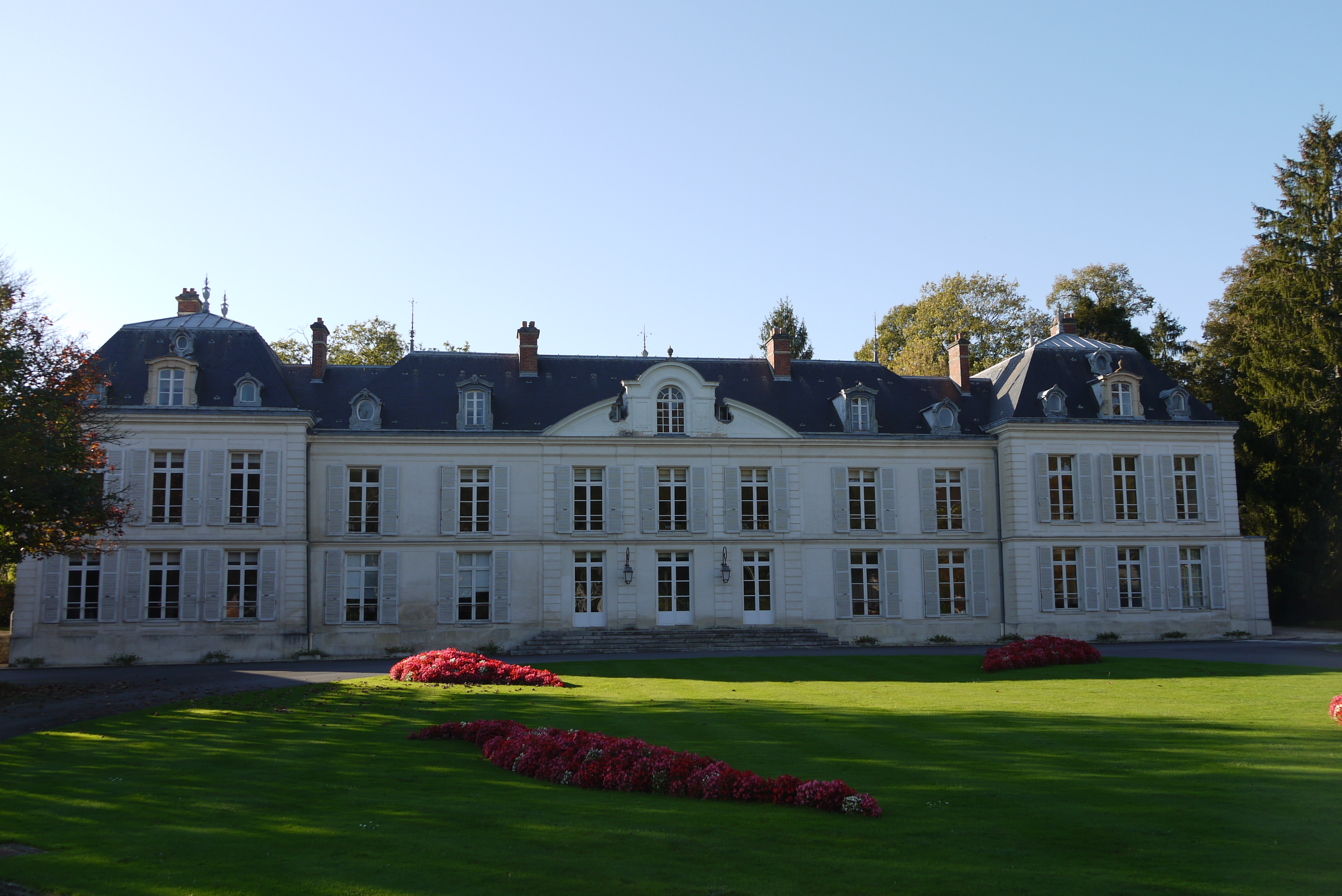
Le château.

### Lieux et monuments
- La Grande rue :

Villiers-Saint-Denis est nichée au cœur d'une vallée dont le débouché est situé dans la commune voisine de Charly-sur-Marne.
La Grande rue du village épouse le tracé de celle-ci.
Elle est bordée, en son milieu, par l'église romane, construite sur un tertre dominant la voie au XIe siècle, et conduit au château de Villiers, situé à l'intersection entre les deux parties historiquement les plus anciennes du village, situées sur chacune des deux rives du ru dit de Domptin.
- L'église Saint-Denis :

Édifice de type roman, érigé au XIe siècle et achevée au XIIIe siècle, inscrit au titre des monuments historiques, à l'intérieur duquel sont visibles une statue de saint Denis tenant sa tête entre ses mains, datant du XVIe siècle ainsi que des fonts baptismaux de l'époque médiévale et une toile du XVIIe siècle, de grande  proportion, représentant saint Fiacre.
La cloche de l'église date de 1831.
Menaçant ruine durant la seconde moitié du XXe siècle, l'église a été sauvée de la démolition par décision du conseil municipal et des travaux de restauration ont permis la sauvegarde de l'édifice, désormais ouvert sur demande à la visite.
L'ancien cimetière qui lui est attenant contient le tombeau Nieuwerkerke, qui est aussi le cénotaphe du comte Émilien de Nieuwerkerke, surintendant des Beaux Arts sous le Second Empire, qui fut sénateur de l'Aisne et conseiller général du canton de Charly-sur-Marne, dont fait partie Villiers-Saint-Denis.
- Le château de Villiers-Saint-Denis :

Sanatorium dont les pavillons de soin ont été édifiés dans le parc, reconverti en hôpital aujourd'hui, il est inscrit au titre des monuments historiques.
Le docteur André Bocquet, ancien médecin directeur du centre médico-chirurgical de « la Renaissance sanitaire », fondation assurant la gestion de l'établissement hospitalier installé dans le château et dans le parc de celui-ci, a écrit un ouvrage (48 pages, éditions de la Fondation « la Renaissance sanitaire ») consacré à l'historique du château.
La propriété, qui fut une résidence d'Émilien de Nieuwerkerke, directeur des musées de France en 1849 puis surintendant des Beaux-Arts à partir de 1863, proche de l'empereur Napoléon III, a été reconstruite au XVIIIe siècle sur l'emplacement d'un château médiéval dont subsistent quelques rares vestiges (éléments de fondations), encore visibles dans les caves du château actuel.

### Personnalités liées à la commune
- Comte Charles de Nieuwerkerke

Sous-lieutenant de la garde nationale à cheval, chevalier de la Légion d'honneur.  Maire de Villiers de 1813 à 1851,
Il sera conduit à prêter serment à quatre reprises au cours de ses nombreux mandats : sous Louis XVIII, sous Charles X, qui lui conférera le titre de Gentilhomme de sa chambre, sous Louis-Philippe Ier et sous Louis-Napoléon Bonaparte, Président de la IIe République. Charles de Nieuwerkerke est le père d'Émilien de Nieuwerkerke (voir ci-dessous).
- Comte Alfred-Emilien de Nieuwerkerke :

Ami fidèle du prince Louis Napoléon et proche de la princesse Mathilde Laetitia Bonaparte dont il fut l'amant, il renonce à la carrière militaire, devient directeur des musées puis surintendant des Beaux-Arts.
On lui doit à ce titre la restauration de la cathédrale de Laon.
Il représenta le canton de Charly au conseil général où il fut élu en 1852 et réélu en 1861. Il entre au Sénat en 1864.
« L'écho des festivités organisées à Villiers dépassait fréquemment les murs du parc » écrit le docteur André Bocquet, historien du château au sujet du comte Alfred-Émilien de Nieuwerkerke, qui vendit néanmoins en 1864 cette propriété à son cousin le marquis de Gouy d'Arsy, futur maire de Villiers.
Alfred-Emilien de Nieuwerkerke quitta Paris en 1870 et s'exila volontairement en Italie où il est mort en 1892. Il sera décoré successivement du grade d'officier de la Légion d'honneur (en 1851) puis de commandeur (en 1855) et enfin de grand officier en 1863.